# Санта-Терезинья (Параиба)
Санта-Терезинья (порт. Santa Teresinha) — муниципалитет в Бразилии, входит в штат Параиба. Составная часть мезорегиона Сертан штата Параиба. Входит в экономико-статистический  микрорегион Патус. Население составляет 4586 человек на 2006 год. Занимает площадь 357,942 км². Плотность населения — 12,8 чел./км².

## Статистика
- Валовой внутренний продукт на 2003 год составляет 12 222 399,00 реалов (данные: Бразильский институт географии и статистики).
- Валовой внутренний продукт на душу населения на 2003 год составляет 2627,91 реалов (данные: Бразильский институт географии и статистики).
- Индекс развития человеческого потенциала на 2000 год составляет 0,586 (данные: Программа развития ООН).